# Jiangyuan
Jiangyuan léase Chiáng-Yuán (en chino:江源区, pinyin:Jiāngyuán qū, lit:la fuente del río) es un distrito urbano bajo la administración directa de la ciudad-prefectura de Baishan. Se ubica al norte de la provincia de Jilin , noreste de la República Popular China . Su área es de 1348 km² y su población total para 2010 fue +200 mil habitantes. 

## Administración
El distrito de Jiangyuan se divide en 10 pueblos que se administran en 7 poblados y 3 villas.